# Cratere Onyx
Onyx è un cratere sulla superficie di 2867 Šteins.